# JoJo's Bizarre Adventure
JoJo's Bizarre Adventure (in japoneză: ジョジョの奇妙な冒険, Jojo no kimyō na bōken, română: Aventura Bizară a lui JoJo) este o serie manga japoneză scrisă și ilustrată de Hirohiko Araki. A fost serializat inițial în revista de manga shōnen a lui Shueisha Weekly Shōnen Jump din 1987 până în 2004, a fost transferat la revista lunară de manga seinen Ultra Jump in 2005. Seria este până acum împărțită în total nouă arcuri de poveste, fiecare urmând un nou protagonist care are porecla „JoJo”. JoJo's Bizarre Adventure este cea mai mare serie manga în desfășurare publicată de Shueisha după numărul de volume, cu capitolele sale colectate în 133 de volume tankōbon în decembrie 2023.
JoJo's Bizarre Adventure este binecunoscută pentru stilul său artistic și diferitele ipostaze ale personajelor, precum și trimiteri frecvente la muzica și moda populară occidentală și luptele centrate în jurul Standurilor, manifestări psiho-spirituale cu abilități supranaturale unice. Seria avea peste 120 de milioane de exemplare în circulație până în decembrie 2021, făcând-o una dintre cele mai bine vândute serii manga din istorie.

## Synopsis
Universul JoJo's Bizarre Adventure este o reflectare a lumii reale cu existența adăugată a forțelor și ființelor supranaturale. În acest cadru, unii oameni sunt capabili să-și transforme puterea spirituală interioară într-un Stand (スタンド, Sutando); o altă formă semnificativă de energie este Hamon (波紋, „Ripple”), o tehnică de arte marțiale care îi permite utilizatorului să concentreze energia corporală în lumina soarelui prin respirație controlată. Narațiunea JoJo's Bizarre Adventure este împărțită în părți cu povești independente și personaje diferite. Fiecare dintre personajele principale seriei este un membru al familiei Joestar, ai cărei descendenți principale au un semn de naștere în formă de stea deasupra omoplatului stâng și un nume care poate fi abreviat la „JoJo” titular.[a] Primele șase părți au loc într-o singură continuitate al cărei conflict generațional provine din rivalitatea dintre Jonathan Joestar și Dio Brando, în timp ce ultimele trei părți au loc într-un univers alternativ în care arborele genealogic Joestar este puternic modificat.

## Personaje
Dio Brando